# Hjalmar J. Procopé
Hjalmar Johan Fredrik Procopé, född 8 augusti 1889 i Stockholm, död 8 mars 1954 i Helsingfors, var en finländsk diplomat, statsman och Finlands utrikesminister 1924–1925 och 1927–1931.

## Biografi
Hjalmar J. Procopés föräldrar var generalmajoren Carl Albert Frederick Procopé och Elin Hedvig von Vendla Törne. Poeten Hjalmar Procopé var hans kusin.
Ambassadör i Washington under mars 1939 - juli 1944 (7 juni), då han förklarades som persona non grata av USA. Blev 28 augusti 1939 informerad av president Franklin D. Roosevelt om Molotov–Ribbentroppakten och att Finland enligt denna hamnat i den sovjetiska intressesfären. Procopé hade dock redan tidigare fått denna information (Samma dag som pakten ingicks). Procopé informerade då direkt den Finska regeringen i ett telegram om förhållandet (1939-08-23), men den finska regeringen tog inte informationen på allvar. Roosevelts varning anlände officiellt till Finland en månad efter det att Roosevelt hade talat med Procopé. Den 30 november samma år anföll Sovjetunionen Finland, det så kallade Finska vinterkriget.
Kommendör med stora korset av Kungl. Svenska Nordstjärneorden 1925. 
Gift 4:o 1949 med svenskan Brita Leila von Heidenstam i hennes 2:a gifte, äldsta barn till kabinettskammarherre Rolf von Heidenstam och hans hustru Karin, f. von Schmalensée.